# Matt West
Matthew Robert O'Neil West (né le 21 novembre 1988 à Houston, Texas, États-Unis) est un lanceur de relève droitier des Dodgers de Los Angeles de la Ligue majeure de baseball.

## Carrière
Matt West est choisi en deuxième ronde du repêchage amateur de 2007 par les Rangers du Texas. Originellement un joueur de troisième but, West évolue à cette position dans les ligues mineures de 2007 à 2010. La force de son bras encourage l'organisation des Rangers à en faire un lanceur de relève et il entreprend la transition dans les mineures en 2011.
West fait ses débuts dans le baseball majeur avec les Rangers du Texas le 10 juillet 2014 face aux Angels de Los Angeles. Il lance 3 matchs pour Texas avant d'être réclamé au ballottage par les Blue Jays de Toronto le 14 janvier 2015. Il ne joue pas pour les Jays et son contrat est vendu aux Dodgers de Los Angeles le 4 mai 2015.